# Brompton (Yorkshire du Nord)
Pour les articles homonymes, voir Brompton (homonymie).
Brompton est un village, une paroisse civile et un quartier électoral du Yorkshire du Nord, en Angleterre, à environ 2,6 km au nord de la ville de Northallerton. 
Pratiquement une banlieue de la ville voisine, le village est près du site d'une bataille entre les armées anglaises et écossaises : la bataille de l'Étendard. Des tissages s'y installent à partir du XVIIIe siècle. 
Avec 2 055 habitants, ce village s'est considérablement développé depuis les années 1800.